# Чако (национален исторически парк)
Националният исторически парк Чако (на английски: Chaco Culture National Historical Park), е национален парк на САЩ в щата Ню Мексико, заемащ площ от 137 км². Между 850 und 1250 г. е център на развитието на културата пуебло и е считан за един от най-важните региони в Северна Америка от археологична гледна точка. През 1987 г. става част от световното културно и природно наследство.

## История
Хората, населявали тези земи са създали най-масивните структури, създадени от човешка ръка l в региона до 1800 г. Чако е представлявал център на културата анасази или древните пуебло. Въпреки че местността е пустинна в каньона е кипял живот. Местните жители изграждат огромни кули (пуеблос), с просторни помещения вътре и около които възникват неголеми селища. Местните постройки са изпълнени с каменни стени, основи от заоблени камъни и външна облицовка от заострени камъни. Създадените здания са с височина от четири етажа.
Изследването на каньона Чако, включващ аероснимки, инфрачервена термография и анализ на почвата, показва че пътищата, които са широки на места до 6 метра представляват изключително прави линии, независимо от релефа на местността. Това води до предположението, че тези пътища имат повече религиозно значение, отколкото транспортно.

### Астрономическо значение
Изградените съоръжения показват, че древните обитатели са имали добри астрономически познания. На 19 август 2013 г. областта на парка е обявена от Международната асоциация за тъмно небе (на английски: International Dark-Sky Association (IDA)) за област, защитена от светлинно замърсяване. Целта е за посетителите да бъде запазена възможността да се запознават с астрономическото значение и функции на мястото. Оттогава паркът се нарича още Чако културен международен парк Тъмно небе на английски: Chaco Culture International Dark Sky Park, (DSAG-Klasse 3 Dark Sky Heritage Site).

## Флора и фауна
Флората в Чако е типична за североамериканските високопланински пустини: пелин и няколко вида кактуси. Каньонът е много по-сух от другите места в Ню Мексико.
Сред животните в Чако се срещат койоти (Canis latrans), има елени или специално елен-муле (Odocoileus hemionus), лосове (Cervus canadensis) и Вилорога антилопа (Antilocapra americana). Срещат се Червен рис (Lynx rufus), лисици и два вида скунс.

## Галерия
- Праисторически стълби в Чако
- Архитектурен детайл в Чако
- Вътрешна стена в Чак, показваща конструкцията на стеата
- Ранни графити
- Пиктография